# Guardians of the Flame
Guardians of the Flame — второй студийный альбом американской хеви-метал-группы Virgin Steele, выпущенный в 1983 году на лейбле Music for Nations в формате LP.

## Переиздание
После выхода пластинки в 1983 году, альбом долгое время не переиздавался. В 1997 году Джек Старр и Дэвид Дефейс начали обсуждать возможность переиздания первых двух альбомов группы, но не смогли договориться о том как это должно быть сделано. Дефейс хотел перезаписать старые композиции, а Старр считал, что издавать альбомы следует в оригинальном виде. Оба музыканта остались при своём мнении: Дефейс перезаписал некоторые старые песни и выпустил вместе с новым материалом как сборник The Book of Burning, а Старр начал вести переговоры с разными лейблами.
Переиздание альбома вышло в 2002 году. На него вошло несколько бонус-треков, включающих в себя материалы с редкого EP Wait for the Night, концертные записи и интервью с группой, взятое в 1982 году Марком Снайдером (братом Ди Снайдера).

## Отзывы
Дэвид Линг из британского журнала Metal Forces поставил альбому 8 баллов из 10 взоможных. В своей рецензии он написал, что у него есть некоторые претензии к альбому и главным образом к слаженности песен, но тем не менее, он отстался им впечатлён. По его мнению, Guardians of the Flame — «очень воодушевляющий второй альбом». Обозреватель сайта Allmusic Алекс Хендерсон оценил альбом в 3 звезды из 5 возможных и заключил, что несмотря на то, что Guardians of the Flame не так хорошо известен как более позднее творчество Virgin Steele, поклонники группы должны с ним ознакомиться. Хендерсон отметил, что по сравнению с дебютным Virgin Steele, качество записи стало лучше, написание песен более связанным, а вокал Дэвида ДеФейса увереннее. Рецензент сайта Metal Rules в ретроспективной статье, посвященный переизданию альбома на CD, поставил альбому оценку 4,5 из 5, написав, что пластинка остаётся прорывным произведением в жанре, хотя звучание релиза может показаться устаревшим современным слушателям. Музыкальный критик Мартин Попофф в своей книге The Collector’s Guide to Heavy Metal: Volume 2: The Eighties дал альбому шесть звёзд из десяти.

## Список композиций
| №   | Название                      | Длительность |
| --- | ----------------------------- | ------------ |
| 1.  | «Don’t Say Goodbye (Tonight)» | 4:23         |
| 2.  | «Burn the Sun»                | 4:24         |
| 3.  | «Life of Crime»               | 4:40         |
| 4.  | «The Redeemer»                | 7:05         |
| 5.  | «Birth Through Fire»          | 0:40         |
| 6.  | «Guardians of the Flame»      | 6:45         |
| 7.  | «Metal City»                  | 4:12         |
| 8.  | «Hell or High Water»          | 3:17         |
| 9.  | «Go All the Way»              | 3:11         |
| 10. | «A Cry in the Night»          | 4:05         |

| №  | Название                                        | Длительность |
| -- | ----------------------------------------------- | ------------ |
| 1. | «I Am the One»                                  | 3:47         |
| 2. | «Go Down Fighting»                              | 3:30         |
| 3. | «Wait for the Night»                            | 4:19         |
| 4. | «[Interview]»                                   | 6:42         |
| 5. | «Blues Deluxe Oreganata (I Might Drown)» (live) | 6:13         |

## Участники записи
- Дэвид ДеФейс — вокал, клавишные
- Jack Starr — гитара
- Joe O'Reilly — бас-гитара
- Joey Ayvazian — ударные